# Matelot
Matelot es una localidad de Trinidad y Tobago, que forma parte de la región de Sangre Grande.

## Geografía
La localidad abarca parte de la isla Trinidad y limita al norte con mar Caribe, al sur con Cumaca y Matura, al este con Grand Riviere y al oeste con Blanchisseuse (localidad perteneciente a la región de Tunapuna-Piarco).

## Demografía
Datos demográficos de la localidad de Matelot:
| Gráfica de evolución demográfica de Matelot entre 2000 y 2011 |
|                                                               |